# Peter Kušnirák
Peter Kušnirák (* 22. května 1974 Piešťany) je slovenský astronom, objevitel planetek. V roce 1997 dokončil studium astronomie a astrofyziky na Matematicko-fyzikální fakultě Univerzity Komenského v Bratislavě a od roku 1999 působí v Astronomickém ústavu Akademie věd České republiky v Ondřejově. Objevil více než 230 planetek.
Od 20. června 2016 nese jeho jméno asteroid (17260) Kušnirák.
Výběr objevených planetek
- (21656) Knuth – 9. srpna 1999 | [1]
- (22185) Štiavnica – 29. prosince 2000 | [2]
- (26401) Sobotište – 19. listopadu 1999 |
- (34753) Zdeněkmatyáš – 24. srpna 2001 | [1]
- (40441) Jungmann – 11. září 1999 | [1]
- (44613) Rudolf – 8. září 1999 | [1]
- (46280) Hollar – 21. května 2001 | [1]
  - [1] společně s P. Pravcem
  - [2] společně s U. Babiakovou